# 335853 Valleedaoste
335853 Valleedaoste este o planetă minoră (asteroid) din centura de asteroizi. A fost descoperită pe 7 septembrie 2007 la osservatorio astronomico della Regione Autonoma Valle d'Aosta⁠(d) de Albino Carbognani⁠(d). 
Obiectul prezintă o orbită caracterizată de o semiaxă mare de 3,1478377846562 UAi, o excentricitate de 0,16, o înclinație de 4,1 ° în raport cu ecliptica.